# Markus Del Monego
 (décembre 2021).
Si vous disposez d'ouvrages ou d'articles de référence ou si vous connaissez des sites web de qualité traitant du thème abordé ici, merci de compléter l'article en donnant les références utiles à sa vérifiabilité et en les liant à la section « Notes et références ».
Markus Del Monego (né le 11 avril 1966 à Bâle en Suisse) est un sommelier allemand qui a gagné le concours du « Meilleur sommelier du monde 1998 ». 

## Biographie
Markus Del Monego passe son baccalauréat en 1985 au lycée Kant à Weil-am-Rhein puis commence son apprentissage 'Hotelfachmann' terminé avec succès en 1988 au Dorint Kurhotel Bad Brückenau. En 1988 il suit une formation de Sommellerie à l'Hôtel Vier Jahreszeiten de Hambourg puis devient Chef Sommelier et directeur du Park Hotel de Brême.
En 1993 Université Cornell dans l'État de New York aux États-Unis.
1993-1994 : Hôtel Savoy de Londres puis Directeur, Hôtel Gutshotel Richtershof, Mulheimot jusqu'en 1996.
Markus Del Monego s'est installé depuis à son compte en cocréant la société « caveCo GmbH » à Essen, une entreprise de conseils et de services en vins.

## Palmarès
- 1986 - Meilleur Jeune Sommelier d'Allemagne (DWI)
- 1988 - Meilleur Sommelier de l'Allemagne (Trophée Ruinart)
- 1991 - Meilleur Sommelier de l'Allemagne (Sopexa)
- 1992 - Sommelier de l'année (Gault & Millau)
- 1992 - 3e prix Meilleur Sommelier du Monde (Sopexa)
- 1995 - 4e prix Meilleur Sommelier du Monde (ASI)
- 1998 - Meilleur Sommelier du Monde (ASI)

## Publications
- 2004 : Bien déguster et connaître le vin de Evelyne Malnic et Markus Del Monego.
- 2004 et 2005 : Château Margaux de Nicholas Faith, Jean Dethier, George Lepre, et Markus Del Monego.